# 阿爾加亞什湖 (阿爾加亞什區)
55°29′30″N 60°55′00″E / 55.4917°N 60.9167°E
阿爾加亞什湖（俄语：Аргаяш），是俄羅斯的湖泊，位於該國西南部車里雅賓斯克州，由阿爾加亞什區負責管轄，面積7平方公里，集水區面積23.4平方公里，平均水深5米，最大水深8.5米。